# Neuseeländische Volleyballnationalmannschaft der Frauen
Die neuseeländische Volleyballnationalmannschaft der Frauen ist eine Auswahl der besten Spielerinnen des Landes, die Volleyball New Zealand bei internationalen Turnieren und Länderspielen repräsentiert. Als Unterbau existiert noch ein U-19 Team.

## Geschichte
Bei der ersten Asienmeisterschaft 1975 in Australien belegte das neuseeländische Team den fünften und letzten Platz. Acht Jahre später wurde die Mannschaft wieder Letzter, diesmal hinter acht weiteren Nationen. 1987 gelang der größte Erfolg, der jemals von einer Frauennationalmannschaft des Landes erreicht wurde. (Stand: März 2024) Die Kiwis standen nach dem zweiten Platz in der Gruppe A hinter China im Halbfinale und ließen sieben Länder hinter sich. Anschließend nahmen die Volley Ferns noch 1991, 1993, 1995, 2001, 2003, 2007, 2017 und 2019 an den kontinentalen Meisterschaften teil. Ein Rang in der oberen Hälfte der teilnehmenden Teams war jedoch nicht mehr möglich. Die Veranstaltungen 2021 und 2023 fanden ohne neuseeländische Beteiligung statt.

## Aktueller Kader
Stand: März 2024

- Zuspiel: Cathy Porter
- Diagonal: Holly Chandler
- Mittelblock: Katie Adamson, Pippa Henderson, Chynae Stark
- Außenangriff: Petra Manderson, Molly Newman